# Melanostomias melanopogon
Melanostomias melanopogon es una especie de pez de la familia Stomiidae en el orden de los Stomiiformes.

## Morfología
Los machos pueden llegar alcanzar los 15,3 cm de longitud total.

## Hábitat
Es un pez de mar y de aguas profundas.

## Distribución geográfica
Se encuentra en el  Atlántico oriental (24 ° N 20 ° W, cerca de Mauritania) y el Atlántico occidental (desde los Estados Unidos hasta Cuba ).